# Mupparnas nya äventyr
Mupparnas nya äventyr (engelska: The Great Muppet Caper) är en amerikansk musikalisk komedifilm från 1981 i regi av Jim Henson och producerad av Walt Disney Pictures.

## Handling
Grodan Kermit och Björnen Fozzie är reportrar på Daily Chronicle. De reser till London för att intervjua modedesignern lady Holiday (Diana Rigg). Kermit förväxlar receptionisten Miss Piggy med hennes aristokratiska chef och kärlek uppstår. Lady Holidays ovärderliga diamanthalsband stjäls av hennes intrigerande bror Nicky (Charles Grodin), vilken beskyller Miss Piggy för stölden. Det finns inget annat för Kermit och Fozzie att göra än att spåra upp den riktige tjuven och rentvå Miss Piggys goda namn.

## Rollista i urval
- Charles Grodin - Nicky Holiday, Lady Holidays bror
- Diana Rigg - Lady Holiday
- Erica Creer - Marla
- Kate Howard - Carla
- Della Finch - Darla

### Muppar
- Jim Henson - Grodan Kermit
- Frank Oz - Miss Piggy, Björnen Fozzie
- Jerry Nelson - Floyd Pepper
- Richard Hunt - Statler
- Dave Goelz - Gonzo
- Steve Whitmire - Rizzo

### Cameoroller
- John Cleese - Neville
- Joan Sanderson - Dorcas, Nevilles fru
- Jack Warden - Mr. Mike Tarkenian
- Peter Falk - en man i parken
- Robert Morley - en brittisk gentleman
- Peter Ustinov - lastbilschaufför
- Oscar the Grouch - sig själv
- Jim Henson - man på restaurang